# パラボラ (Official髭男dismの曲)
『パラボラ』は、2020年4月10日にポニーキャニオンから配信された、日本のバンド・Official髭男dismの楽曲。アサヒ飲料の「カルピスウォーター」CMソングとして作られた。

## 背景・製作
カルピスチームから「真っ白さみたいなものがあったらうれしいです」という依頼を受けて製作していった楽曲。バンドが初期の頃に作った曲がもとになっている。藤原は2020年4月8日に放送されたTOKYO FM「SCHOOL OF LOCK!」内にて、初期の頃の楽曲のような“何も恐れを知らない感じ”で作っていったことを話している。

### タイトル
『HELLO EP』発売の際のオフィシャルインタビューにて、「パラボラ」というタイトルについて藤原は
と語っている。

## リリース
前作『I LOVE...』から2ヶ月ぶり、配信限定シングルとしては『バッドフォーミー』から1年8ヶ月ぶりのシングルとなる。配信ジャケットは森本千絵（goen°）が務めた。goen°のブログにてアートワークの制作秘話が公開されている。
2020年4月2日、楽曲が2020年の"カルピスウォーター"CMソングに起用されたことが発表された。さらに、CMのオンエアに先行して、カルピス公式Twitter[カルピス"水玉通信"]の投稿に出題されているクイズに正解すると、楽曲のフルバージョンを先行試聴できる企画も行われた。

バンドは楽曲について
と語っている。
4月8日、TOKYO FM「SCHOOL OF LOCK!」内のバンドのレギュラーコーナー「ヒゲダンLOCKS!」にてラジオで楽曲が初放送された。
4月10日、楽曲が配信限定でリリースされた。併せて、新たなアーティスト写真も公開された。
6月26日、8月5日発売のEP『HELLO EP』に楽曲が収録されることが発表された。EPをもって楽曲がCD化された。
2021年5月25日、アサヒ飲料のプロジェクト「放課後カルピス」の1つとして配信される Webドラマ『すべての恋は片想いからはじまるっぽい』主題歌に楽曲が起用された。
2021年6月24日、8月18日発売のメジャー2枚目のスタジオ・アルバム『Editorial』に収録されることが発表された。
同年8月18日、『Official髭男dism ONLINE LIVE 2020 -Arena Travelers-』が配信され、楽曲のライブの音源が初めて公開された。

## ミュージックビデオ
4月27日にYouTubeで公開された。過去のライブツアー・フェス出演時のライブ映像を中心に構成され、そのバックステージやリハーサル中の模様を収めた貴重な密着映像も使用されている。監督はバンドのミュージックビデオ作品を多く手掛けている新保拓人。

## チャート成績
Billboard JAPANが発表する音楽総合チャート「billboard Japan Hot 100」では、2020年4月20日付のチャートで10位に初登場。翌週のチャートではダウンロード数と全国のAM/FMラジオ放送回数で2冠を達成し、最高位となる6位をマークした。
ストリーミング・ソング・チャート「Billboard Japan Streaming Songs」では、2020年4月20日付のチャートで26位に初登場した。翌週のチャートで最高位となる5位にランクイン。同チャートの100位以内に合計36週間チャートインした。2021年8月に同チャートでのストリーミング総再生回数が1億回を突破している。

### 認定と売上
|                                | 認定 (RIAJ) | 売上/再生回数          |
| ------------------------------ | ----------- | ---------------------- |
| ダウンロード                   | ゴールド    | 107,000 DL以上         |
| ストリーミング                 | プラチナ    | 100,000,000 回再生以上 |
| *認定のみに基づく売上/再生回数 |             |                        |

## 収録曲
| 全作詞・作曲: 藤原聡、全編曲: Official髭男dism。 |              |        |            |      |
| #                                                | タイトル     | 作詞   | 作曲・編曲 | 時間 |
| 1.                                               | 「パラボラ」 | 藤原聡 | 藤原聡     | 5:03 |
| 合計時間:                                        | 合計時間:    | 5:03   |            |      |

## タイアップ
- アサヒ飲料「カルピスウォーター」CMソング[31]
- 放課後カルピスPresents Webドラマ『すべての恋は片想いからはじまるっぽい』主題歌[18]

## 収録アルバム
| HELLO （1） | パラボラ （2） | Laughter （3） |

| みどりの雨避け （8） | パラボラ （9） | ペンディング・マシーン （10） |

| ノーダウト (ONLINE LIVE 2020 - Arena Travelers -) （3） | パラボラ (ONLINE LIVE 2020 - Arena Travelers -) （4） | ビンテージ (ONLINE LIVE 2020 - Arena Travelers -) （5） |